# Stato coerente
In meccanica quantistica uno stato coerente è un tipo di stato dell'oscillatore armonico quantistico la cui dinamica assomiglia molto al comportamento oscillatorio di un oscillatore armonico classico. Fu il primo esempio di dinamica quantistica quando Erwin Schrödinger lo ricavò nel 1926 mentre tentava di ottenere le soluzioni dell'equazione di Schrödinger che soddisfacessero il principio di corrispondenza.

## Oscillatore armonico quantistico
In meccanica quantistica, l'oscillatore armonico quantistico è la trattazione di un sistema caratterizzato da un potenziale armonico. Risolvere un sistema in meccanica quantistica significa trovare gli stati dell'hamiltoniana ed i corrispondenti valori dell'energia, oppure risolvere l'equazione di Schrödinger e trovare la funzione d'onda che descrive il sistema.
L'hamiltoniana del sistema vale:
{\displaystyle {\hat {H}}={\frac {{\hat {p}}^{2}}{2m}}+{\frac {1}{2}}m\omega ^{2}{\hat {x}}^{2}}
dove abbiamo supposto che il sistema sia unidimensionale.
Esistono due modi per risolvere questo sistema: uno analitico, che si basa sulla soluzione della equazione di Schrödinger ed uno algebrico, che si basa esclusivamente sull'algebra degli operatori {\displaystyle {\hat {p}}} ed {\displaystyle {\hat {x}}} (vedi commutatore), metodo messo a punto da Paul Adrien Maurice Dirac.

## Definizione di stato coerente
Uno stato coerente è un autostato dell'operatore di annichilazione (o distruzione), soddisfa quindi l'equazione agli autovalori:
{\displaystyle {\hat {a}}|\alpha \rangle =\alpha |\alpha \rangle }
con {\displaystyle \alpha } in generale complesso perché {\displaystyle {\hat {a}}} non è hermitiano. L'operatore distruzione viene generalmente definito come:
{\displaystyle {\hat {a}}={\sqrt {\frac {m\omega }{2\hbar }}}\left(x+i{\frac {p}{m\omega }}\right)}
Si può dimostrare che uno stato coerente si può esprimere come
{\displaystyle |\alpha \rangle =e^{\alpha {\hat {a}}^{\dagger }-\alpha ^{*}{\hat {a}}}|0\rangle =D(\alpha )|0\rangle }
dove {\displaystyle {\hat {a}}^{\dagger }} è l'operatore aggiunto di {\displaystyle {\hat {a}}} e {\displaystyle |0\rangle } è lo stato fondamentale.
I coefficienti {\displaystyle c_{n}=\langle {n}|\alpha \rangle }, dove gli {\displaystyle |n\rangle } sono gli autostati dell'hamiltoniana dell'oscillatore armonico, sono naturalmente infiniti e si ricavano dalla seguente relazione
{\displaystyle c_{n}={\frac {\alpha ^{n}}{\sqrt {n!}}}e^{-{\frac {{|\alpha |}^{2}}{2}}}}
Infatti, dalla definizione di stato coerente e siccome l'operatore di creazione agisce in questo modo {\displaystyle {\hat {a}}^{\dagger }|n\rangle ={\sqrt {n+1}}|n+1\rangle }:
{\displaystyle c_{0}=\langle 0|\alpha \rangle ={\frac {1}{\alpha }}\langle 0|{\hat {a}}|\alpha \rangle ={\frac {\sqrt {1}}{\alpha }}\langle 1|\alpha \rangle ={\frac {\sqrt {1}}{\alpha ^{2}}}\langle 1|{\hat {a}}|\alpha \rangle ={\frac {{\sqrt {1}}{\sqrt {2}}}{\alpha ^{2}}}\langle 2|\alpha \rangle =\ldots ={\frac {\sqrt {n!}}{\alpha ^{n}}}\langle n|\alpha \rangle ={\frac {\sqrt {n!}}{\alpha ^{n}}}c_{n}\;\;\;\;\longrightarrow \;\;\;\;c_{n}={\frac {\alpha ^{n}}{\sqrt {n!}}}c_{0}}
Il valore iniziale {\displaystyle c_{0}=e^{-{\frac {{|\alpha |}^{2}}{2}}}} si ricava imponendo la condizione di normalizzazione della probabilità:
{\displaystyle 1=\sum _{n=0}^{+\infty }{|c_{n}|}^{2}={|c_{0}|}^{2}\sum _{n=0}^{+\infty }{\frac {{{\bigl (}{|\alpha |}^{2}{\bigr )}}^{n}}{n!}}={|c_{0}|}^{2}e^{{|\alpha |}^{2}}\;\;\;\;\Longrightarrow \;\;\;\;c_{0}=e^{-{\frac {{|\alpha |}^{2}}{2}}}}
dove si è scelto per convenzione {\displaystyle c_{0}\in \mathbb {R} }. È importante notare come il modulo quadro di questa successione
{\displaystyle P(n)={|c_{n}|}^{2}={\frac {{|\alpha |}^{2n}}{n!}}e^{{-|\alpha |}^{2}}}
rappresenti una distribuzione di Poisson, la quale presenta il massimo, cioè il valore più probabile, per {\displaystyle n={|\alpha |}^{2}}. Per questo valore, infatti
{\displaystyle E_{n}=\left(n+{\frac {1}{2}}\right)\hbar \omega =\left({|\alpha |}^{2}+{\frac {1}{2}}\right)\hbar \omega }
così come il valore medio dell'hamiltoniana su uno stato coerente:
{\displaystyle \langle \alpha |{\hat {H}}|\alpha \rangle =\sum _{n=0}^{+\infty }{|c_{n}|}^{2}E_{n}={\frac {1}{2}}\hbar \omega \underbrace {\sum _{n=0}^{+\infty }{|c_{n}|}^{2}} _{=1}+\sum _{n=0}^{+\infty }{|c_{n}|}^{2}n\hbar \omega ={\frac {\hbar \omega }{2}}+\hbar \omega \sum _{n=1}^{+\infty }e^{-{|\alpha |}^{2}}{\frac {{|\alpha |}^{2n}}{n!}}n=}
che ponendo {\displaystyle k=n-1}:
{\displaystyle ={\frac {\hbar \omega }{2}}+\hbar \omega \sum _{k=0}^{+\infty }e^{-{|\alpha |}^{2}}{\frac {{|\alpha |}^{2(k+1)}}{k!}}={\frac {\hbar \omega }{2}}+\hbar \omega {|\alpha |}^{2}\underbrace {\sum _{k=0}^{+\infty }e^{-{|\alpha |}^{2}}{\frac {{|\alpha |}^{2k}}{k!}}} _{=1}=\left({|\alpha |}^{2}+{\frac {1}{2}}\right)\hbar \omega }

## Funzione d'onda di uno stato coerente
Uno stato coerente al tempo {\displaystyle t_{0}=0} rimane coerente per tempi {\displaystyle t>t_{0}}, ovvero se {\displaystyle |\alpha (t)\rangle =U(t,0)|\alpha (0)\rangle } (secondo la rappresentazione di Schrödinger) allora {\displaystyle {\hat {a}}|\alpha (t)\rangle =\alpha (t)|\alpha (t)\rangle } con
{\displaystyle \alpha (t)=e^{-i\omega t}\alpha (0)}
Dunque, nello spazio delle coordinate, moltiplicando per il bra {\displaystyle \langle x|}, la relazione precedente equivale a risolvere la seguente equazione differenziale:
{\displaystyle {\sqrt {\frac {m\omega }{2\hbar }}}\left(x+{\frac {\hbar }{m\omega }}{\frac {\partial }{\partial x}}\right)\psi _{\alpha }(x,t)=\alpha (t)\psi _{\alpha }(x,t)}
che ammette come soluzione
{\displaystyle \psi _{\alpha }(x,t)={\left({\frac {m\omega }{\pi \hbar }}\right)}^{\frac {1}{4}}e^{-{\frac {m\omega }{2\hbar }}{\left(x-{\sqrt {\frac {2\hbar }{m\omega }}}\Re [\alpha (t)]\right)}^{2}+i{\sqrt {\frac {2m\omega }{\hbar }}}\Im [\alpha (t)]x+i\theta (t)}}
dove {\displaystyle \theta (t)} è una fase da determinare imponendo che la funzione d'onda soddisfi l'equazione di Schrödinger. Segue che:
{\displaystyle \theta (t)=-{\frac {\omega t}{2}}+{\frac {|\alpha (0)|^{2}\sin(2\omega t-2\sigma )}{2}}\;\;\;\;\qquad {\mbox{con }}\;\;\;\;\alpha (0)\equiv |\alpha (0)|\exp(i\sigma )}
dove {\displaystyle \sigma } è la fase iniziale dell'autovalore.
I valori medi di posizione e momento oscillano come un sistema classico:
{\displaystyle \langle {\hat {x}}(t)\rangle ={\sqrt {\frac {2\hbar }{m\omega }}}\Re [\alpha (t)]=|\alpha (0)|{\sqrt {\frac {2\hbar }{m\omega }}}\cos(\sigma -\omega t)}
{\displaystyle \langle {\hat {p}}(t)\rangle ={\sqrt {2m\hbar \omega }}\Im [\alpha (t)]=|\alpha (0)|{\sqrt {2m\hbar \omega }}\sin(\sigma -\omega t)}
mentre la densità di probabilità rimane una gaussiana centrata su tale valore medio oscillante nel tempo:
{\displaystyle |\psi _{\alpha }(x,t)|^{2}={\sqrt {\frac {m\omega }{\hbar \pi }}}e^{-{\frac {m\omega }{\hbar }}\left(x-\langle {\hat {x}}(t)\rangle \right)^{2}}}
Si può infine dimostrare che gli stati coerenti soddisfano il principio di indeterminazione al minimo: {\displaystyle {\left({D{\hat {x}}}_{\alpha }\right)}^{2}{\left({D{\hat {p}}}_{\alpha }\right)}^{2}={\frac {\hbar ^{2}}{4}}}.